# Lose Yourself
«Lose Yourself» —en español: «Piérdete»— es una canción y sencillo compuesto e interpretado por el cantante y compositor estadounidense Eminem, para la película y álbum 8 Mile del año 2002.
La canción fue escrita por Eminem durante un tiempo libre durante la grabación de 8 Mile. Desde hacía un tiempo los Bass Brothers y Eminem intentaban componer la canción principal de la película. Eminem grabó la canción en un estudio portátil en el set de ésta, interpretando los tres versos principales en una sola toma. Después de que los Bass Brothers (coproductores de la banda sonora) escucharan la grabación, decidieron que esta sería la canción principal de 8 Mile, finalizando un proceso de producción que había tardado más de un año y medio en concretarse. La hoja en la que escribió la canción aparece en la película, en una escena donde su personaje está escribiendo mientras viaja en autobús. Esta hoja fue vendida más tarde en eBay por 10 000 dólares.
La letra habla explícitamente sobre las situaciones que vive el personaje de Eminem en 8 Mile, B. Rabbit (alusión a Eminem alrededor de 1995), resumiendo gran parte de la película en el primer verso.
En general, la producción de la canción es muy similar a «'Till I Collapse» de The Eminem Show (publicado meses antes de 8 Mile). Ambas pistas comienzan con un interludio de piano, seguido de una introducción gradual de la base, acompañada por un verso hablado de Eminem. «Lose Yourself» contiene ciclos de bajo y guitarra eléctrica, manteniéndose dentro del rap rock.

## Lose Yourself
Eminem comentó que «Lose Yourself» se escribió en el set, durante los descansos durante el rodaje de 8 Mile. Taryn Manning, quien interpretó a la exnovia de Jimmy, Janeane, en 8 Mile, dijo en una entrevista con MTV, que durante el rodaje de la película, en cualquier tiempo de inactividad, Eminem estaba escribiendo y que "se podía ver simplemente formulando cosas en su cabeza". Según el ingeniero de estudio Steven King, que habló con la revista Rolling Stone, Eminem grabó la canción en un estudio portátil en el set mientras estaba en un descanso de la filmación, usando solo una toma para cada verso. La hoja en la que escribió la canción aparece en 8 Mile en una escena donde su personaje escribe mientras viaja en el autobús. La versión demo oficial de esta canción, titulada "Lose Yourself (Demo Versión)" con dos versos diferentes y una parte ligeramente diferente, fue lanzada en el álbum Shady's XV el 24 de noviembre de 2014.  Se ha hecho un remix de Drum & Bass y se lanzó en el mixtape Straight From The Lab como un bonus track europeo.

## Éxito y legado
«Lose Yourself» es el sencillo más exitoso de la carrera de Eminem. Se mantuvo por 12 semanas en el número 1 en los Estados Unidos y Australia, y encabezó las listas de ventas en muchos otros países, incluyendo Reino Unido, Irlanda, Nueva Zelanda y Dinamarca, entre varios otros. Debutó en el puesto nueve en Canadá y se trasladó hasta el primero la semana siguiente. Según el Libro Guinness de récords mundiales, «Lose Yourself» se convirtió en el "sencillo de rap con la duración más larga en el puesto número uno", transformándose en la canción de rap más exitosa de todos los tiempos, superando a varias otras como «In da Club» de 50 Cent. 
En los Estados Unidos, "Lose Yourself" debutó en el Billboard Hot 100 la semana del 5 de octubre de 2002, en la posición #43. Una semana después, el sencillo saltó a la posición #18 y el 9 de noviembre al #1. El sencillo se mantuvo 16 semanas en el Top 10, y 23 semanas en el Top 50. Mientras que «Lose Yourself» se mantuvo en la posición #1 (del 11/09/02 hasta el 1/25/03), impresionantemente batió a varios contendores que no lograron llegar al número 1, incluyendo a Jay-Z, Christina Aguilera, «Air force ones» de Nelly, «Jenny from the block» de Jennifer Lopez y, especialmente, Missy Elliott, cuyo sencillo «Work It» se mantuvo en el #2 durante 10 semanas.
La canción llegó a recibir el Oscar a la mejor canción original (siendo la primera vez que una canción de rap gana este premio), venciendo a la canción favorita "The Hands That Built America" de U2. Eminem no estuvo presente en la ceremonia de entrega. Se rumorea que no acudió a la gala debido a que creyó imposible que ganase una canción de rap, siendo anunciado que estaba durmiendo en el momento de la ceremonia, y también como señal de protesta por la censura que obligaba a eliminar las palabras malsonantes de la canción. Esta fue la primera vez en 14 años que el ganador de la categoría de mejor canción original no interpretó la canción en directo durante la ceremonia. Luis Resto, uno de los coautores, asistió a la gala y aceptó el premio en lugar de Eminem. "Es creativo, tiene las sinfonías en su cabeza," dijo Resto sobre Eminem. Después, The American Film Institute posicionaría la canción en el puesto #93 en su lista de las 100 mejores canciones de películas americanas.
En los Premios Grammy de 2004, "Lose Yourself" se transformó en la segunda canción de Eminem en ser nominada por Grabación del año (después de "Without Me"), y la primera canción de rap en la historia nominada en Canción del año. Ganó Mejor interpretación masculina de rap en solitario y Mejor canción de rap, una nueva categoría creada ese año.
"Lose Yourself" es la canción en un puesto más alto de las tres nominadas que fueron publicadas en el siglo 21, alcanzando el puesto #166 en la lista las 500 mejores canciones de todos los tiempos según Rolling Stone (incluyendo a "Stan" en el #290). "Hey Ya!" de Outkast fue la otra, en el puesto #180. La revista después la posicionaría como la duodécima mejor de la década 100 Best Songs of the 2000s Archivado el 16 de abril de 2010 en Wayback Machine.. La canción fue el sencillo número 51 más vendido de la década de los 2000 en Reino Unido.
En la actualidad "Lose Yourself" sigue siendo la canción de rap más escuchada de todos los tiempos.
Curiosamente 18 años después de ganar el premio de La Academia, Eminem interpretó la canción por primera vez en la 92.a Entrega de Los Premios Oscar en el 2020 recibiendo una gran ovación de parte de los nominados y asistentes. 
En Spotify cuenta con más de 2.450.000.000 de streams siendo la canción más escuchada de Eminem en la plataforma y en Youtube cuenta con más de 1.000.000.000 vistas.

## Video musical
El video musical de «Lose Yourself» fue filmado en Detroit, Míchigan, por lo que tiene numerosas imágenes de la ciudad, incluyendo el famoso Puente Ambassador. Fue dirigido por Eminem, su representante Paul Rosenberg y Phillip G. Atwell.
El video muestra a Eminem en múltiples escenarios, incluyendo escenas de la película 8 Mile, y Eminem rapeando al lado de la «8 Mile Rd. Mobile Court» (entrada a 8 Mile), que también aparece en la portada de la banda sonora de la película. Contiene escenas centradas en Rabbit y la vida real del personaje de Eminem, por ejemplo, las dificultades que tiene que enfrentar al rapear: los insultos y el abucheo de las multitudes al ser un rapero blanco, las dificultades que debe afrontar debido al alcoholismo de su madre y las personas con las que se relaciona.
En los MTV Video Music Awards de 2003 recibió el premio de "Mejor canción extraída de una película", en el último año de esta entrega. Además recibió nominaciones para "Vídeo del Año", "Mejor Video Masculino", "Mejor Video de Rap" y "Elegido por los espectadores" (Viewer's Choice)
Hasta el 20 de julio del 2020, el video cuenta con más de 907 millones de reproducciones en Youtube. Curiosamente un video no oficial hecho por un fan superó el billón de visitas superando al video oficial por mucho. 

## Lista de canciones
Sencillo en CD
| N.º | Título                         | Escritor(es)                    | Productor(es)                 | Duración |  |
| 1.  | «Lose Yourself»                | M. Mathers, L. Resto, J. Bass   | Eminem, Luis Resto, Jeff Bass | 5:27     |  |
| 2.  | «Renegade» (con Jay-Z)         | M. Mathers, S. Carter, L. Resto | Eminem                        | 5:37     |  |
| 3.  | «Lose Yourself» (instrumental) | M. Mathers, L. Resto, J. Bass   | Eminem, Luis Resto, Jeff Bass | 5:29     |  |

## Posición en las listas musicales
| Lista (2002-2003)                               | Mejor posición |
| ----------------------------------------------- | -------------- |
| German Singles Chart                            | 2              |
| Australian ARIA Singles Chart                   | 1              |
| Austrian Singles Chart                          | 2              |
| Belgian Ultratop 50 Chart                       | 12             |
| Canadian Singles Chart                          | 1              |
| Brasil (ABPD)                                   | 1              |
| Danish Top 20                                   | 1              |
| U.S. Billboard Hot 100                          | 1              |
| U.S. Billboard Hot R&B/Hip-Hop Singles & Tracks | 1              |
| U.S. Billboard Rhythmic Top 40                  | 2              |
| U.S. Billboard Top 40 Mainstream                | 3              |
| Finnish Singles Top 20                          | 1              |
| French SNEP Singles Chart                       | 3              |
| Eurochart Hot 100                               | 1              |

| Lista (2002-2003)               | Mejor posición |
| ------------------------------- | -------------- |
| Greek Singles Chart             | 1              |
| Dutch Top 40 Singles Chart      | 1              |
| Irish Singles Chart             | 2              |
| Italia (FIMI)                   | 1              |
| New Zealand RIANZ Singles Chart | 1              |
| Norwegian Singles Chart         | 2              |
| Portuguese Airplay Chart        | 2              |
| Romanian Top 100                | 2              |
| España (Top 100 Canciones)      | 9              |
| Suecia (Sverigetopplistan)      | 1              |
| Suiza (Schweizer Hitparade)     | 1              |
| Reino Unido (UK Singles Chart)  | 1              |

## Certificaciones
| País           | Certificación | Fecha                   | Registro de ventas |
| -------------- | ------------- | ----------------------- | ------------------ |
| Australia      | Platino x 4   | 2003                    | 280 000            |
| Austria        | Platino       | 14 de febrero de 2003   | 30 000             |
| Bélgica        | Platino       | 8 de marzo de 2003      | 40 000             |
| Francia        | Oro           | 21 de agosto de 2003    | 250 000            |
| Alemania       | Oro           | 2003                    | 150 000            |
| Nueva Zelandia | Platino       | 2003                    | 15 000             |
| Noruega        | Platino       | 2003                    | 10 000             |
| Suiza          | Platino       | 2003                    | 30 000             |
| Reino Unido    | Plata         | 13 de diciembre de 2002 | 200 000            |
| Estados Unidos | Oro           | 25 de octubre de 2004   | 500 000            |

## Parodias
- El grupo croata Vatrogasci hizo una parodia de esta canción titulada 'Izgubi Se', que se traduce como 'Lose Yourself' en inglés.
- "Weird Al" Yankovic realizó una parodia de la canción, titulada "Couch Potato", en su álbum de 2003 Poodle Hat. Eminem había dado permiso de parodiar la canción, pero no de producir un video para la parodia. Al también ha lanzado una camiseta en su tienda en línea que parodia el póster de la película 8 Mile.
- En 2003 el dúo cómico australiano Scared Weird Little Guys produjo una versión rap de la canción popular "Waltzing Matilda" llamada "Cleanin' Out My Tuckerbag", que parodia a "Lose Yourself" y a "Cleanin' Out My Closet", pero no da crédito a Eminem.
- Queen + Paul Rodgers usaron la canción como la música house para todos los conciertos en sus giras de 2005–2006.
- El 15 de mayo de 2006, Jodie Foster citó el coro de la canción al comienzo de su discurso en la University of Pennsylvania.
- Durante una entrevista en octubre de 2006 con el K102 Morning Crew en Minneapolis, MN, Taylor Swift hizo una versión acústica de la introducción y del primer verso de "Lose Yourself" en vivo al aire, citándola como su canción favorita.
- Apologetix hizo una parodia llamada Look Yourself